# Ederson (football, 1986)
Pour les articles homonymes, voir Ederson.
Ederson Honorato Campos, dit Ederson (né le 13 janvier 1986 à Parapuã dans l'État de São Paulo), est un footballeur international brésilien, qui jouait au poste de milieu de terrain.

## Biographie

### Parcours en club

#### Des débuts agités mais prometteurs
Très rapidement, le jeune Ederson démontre de grosses qualités techniques sur les terrains amateurs de Parapua dans la région de São Paulo. Ainsi, dès l'âge de 15 ans, il rejoint le RS-Futebol, petit club de la province brésilienne du Rio Grande do Sul, qui oscille entre la première et la seconde division du pays. Ederson a l'occasion de faire ses preuves dans ce club et commence à jouer aussi avec l'équipe professionnelle même si ses camarades sont plus âgés que lui.
En 2004 le jeune Brésilien rejoint cette fois un club plus reconnu sur le plan national: le SC Internacional.
En se blessant dès le début, il n'aura pas beaucoup d'occasions pour se montrer avec cette nouvelle équipe, ne jouant que trois matchs sous ses couleurs. Un autre club du Rio Grande do Sul lui donne enfin sa chance: la Juventude-RS. L'entraîneur de cette équipe, à l'époque un certain Ricardo Gomes (qui sera par la suite entraîneur de Bordeaux et de Monaco) est séduit par le petit prodige. Il obtient sa signature. Il s'épanouit pleinement sous ce nouveau maillot et obtient rapidement la consécration.

#### Nice, le début du rêve européen
Ederson sait cependant que pour progresser, il lui faut apprendre la rigueur dans l'un des grands championnats européens. Il cherche un club sur le Vieux Continent. Gernot Rohr, alors entraîneur du Gym, tombe sur des cassettes vidéo du brésilien et est impressionné par sa  technique. Sans attendre, il fait venir le jeune joueur sur la Côte d'Azur par l'intermédiaire d'un prêt consenti par son club brésilien. Dès son premier match au stade du Ray, il réalise un but fabuleux de 45 mètres, permettant au Gym de battre une nouvelle fois son grand rival monégasque. Le public rouge et noir adopte immédiatement ce jeune joueur toujours souriant. 
Même s'il n'est pas immédiatement titulaire, Ederson devient le chouchou du Ray et l'année suivante, Frédéric Antonetti, le nouvel entraîneur des Aiglons, lève l'option d'achat. 
Pour sa seconde saison à Nice, il joue encore assez peu mais Frédéric Antonetti a déjà montré par le passé qu'il savait gérer l'éclosion d'un jeune joueur (Michael Essien à Bastia par exemple). Il lui donne ainsi peu à peu sa chance en lui permettant de jouer de plus en plus souvent à partir de la saison 2006-2007... Progressivement, Ederson s'installe ainsi comme un titulaire indiscutable au sein de l'équipe azuréenne.
De nombreux clubs européens tels que Chelsea, Arsenal, Valence CF, le Real Madrid, l'Inter Milan, le Milan AC ou la Juventus manifestent alors leur plus vif intérêt. La Lazio Rome affirme même en avoir fait sa priorité dès l'été 2007. Cependant, le jeune Brésilien se sent bien dans la capitale azuréenne et les dirigeants niçois font tout pour retenir le plus longtemps possible leur perle en Ligue 1.
Ederson reste donc dans le club rouge et noir. Il ne le regrette pas. La saison 2007-2008 est un grand cru pour le Gym, notamment grâce à son diamant brésilien qui marque des buts décisifs. Nice s'installe dans le haut du classement de Ligue 1. L'attention dont fait l'objet Ederson se précise. À la suite d'un nouveau but à Strasbourg en janvier 2008, Frédéric Antonetti dit même : « On a en Ederson, un joueur de Ligue des Champions ! »

#### Olympique lyonnais
Au cours du mois de janvier 2008, l'Olympique lyonnais se met à son tour sur les rangs pour obtenir, dès que possible, le jeune Aiglon. Ederson est cependant attaché à l'OGCN et ne souhaite pas quitter en cours de saison le club qui l'a révélé. Le feuilleton de son transfert trouvera finalement un épilogue le 29 janvier 2008. C'est à cette date que le joueur brésilien s'engage avec le club lyonnais. Cependant, selon son souhait, il reste jusqu'à la fin de la saison 2007-2008 au sein de l'effectif du Gym, par l'intermédiaire d'un prêt. « Le transfert avoisine les 14 millions d'euros » dira Jean-Michel Aulas, président de l'Olympique lyonnais.
Titulaire lors de la saison 2008-2009 sous ses nouvelles couleurs, Ederson peut compter sur la confiance de son entraîneur qui le titularise en moyenne deux matchs sur trois. Bien que titulaire dans des positions toujours différentes, tandis qu'à Nice il jouait surtout milieu offensif, il enchaîne des belles performances. À son retour de vacances, après la trêve d'hiver en janvier 2009, il commence à marquer quelques buts importants alors que l'OL traverse un hiver sans réelle sérénité au sein de l'effectif.
Depuis janvier 2009, Ederson est un titulaire presque à part entière du club de Lyon,  poussant des joueurs comme Kim Källström ou encore César Delgado sur le banc de touche et éclipsant quelque peu des jeunes comme Miralem Pjanić ou Anthony Mounier.
À la suite de la saison 2008-2009, Ederson est pisté par les grands clubs italiens tel l'Inter Milan, la Juventus ou encore la Lazio de Rome.
Ederson pourrait prendre la nationalité française et jouer pour l'équipe de France, mais il a répété qu'il préfèrerait jouer pour la Seleçao Brésilienne. À la suite du départ de Benzema, Ederson reprend son maillot fétiche, le numéro 10.
Il se blesse lors de sa 1re sélection avec le Brésil au mois d'août 2010. Victime d'une rupture totale des muscles ischios-jambiers, il est opéré et ne reprend l'entraînement et la compétition qu'en février 2011 avec l'équipe réserve, en CFA, contre Martigues (1 - 1). Il rechute en juillet 2011 après un contact violent avec son coéquipier Dejan Lovren.
Il retrouve son niveau petit à petit durant l'automne, et gagne du temps de jeu dans l'équipe de Rémi Garde. Le 7 décembre 2011, il participe à la victoire exceptionnelle de l'OL en Ligue des champions sur la pelouse du Dinamo Zagreb. Grâce à un score de 1-7, les lyonnais reprennent contre toute attente la seconde place de leur groupe à la différence de buts et accèdent aux huitièmes de finale pour la neuvième année consécutive. Samedi 28 avril 2012, il remporte la Coupe de France aux dépens de Quevilly (troisième division) 1-0, but de Lisandro.

#### Lazio Rome
En fin de contrat avec l'Olympique lyonnais, Ederson signe un contrat de 5 ans à la Lazio Rome.

#### Flamengo
Le 21 juillet 2015, il résilie son contrat avec la Lazio Rome et signe un contrat de 3 ans avec le club brésilien de Flamengo. Le 25 juillet 2017, son club annonce qu'il souffre d'un cancer des testicules.
Il met un terme à sa carrière en janvier 2020, à 33 ans, ne s'estimant plus à 100%.

### Parcours en sélection

#### Champion du monde des U17
Ses performances chez les professionnels lui permettent d'intégrer la sélection brésilienne des moins de 17 ans, avec laquelle il devient champion du monde en 2003 en Finlande.

#### Unique sélection à 24 ans
Il intègre l'équipe du Brésil A pour la première fois de sa carrière à 24 ans. Le nouveau sélectionneur brésilien Mano Menezes le convoque le 10 août 2010 pour un match amical face aux États-Unis, dans une liste très remaniée après l'échec du Brésil à la Coupe du monde 2010, mais trois minutes seulement après son entrée en jeu, il sort sur blessure.

## Statistiques
| Saison                | Club                  | Championnat           | Championnat | Championnat | Coupe(s) nationale(s) | Coupe(s) nationale(s) | Supercoupe | Supercoupe | Compétition(s) continentale(s) | Compétition(s) continentale(s) | Compétition(s) continentale(s) | Total | Total |
| Saison                | Club                  | Division              | M.          | B.          | M.                    | B.                    | M.         | B.         | Comp.                          | M.                             | B.                             | M.    | B.    |
| 2004-2005             | OGC Nice              | Ligue 1               | 5           | 1           | 2                     | 1                     | -          | -          | -                              | -                              | -                              | 7     | 2     |
| 2005-2006             | OGC Nice              | Ligue1                | 20          | 2           | 6                     | 1                     | -          | -          | -                              | -                              | -                              | 26    | 3     |
| 2006-2007             | OGC Nice              | Ligue 1               | 30          | 6           | 2                     | 0                     | -          | -          | -                              | -                              | -                              | 32    | 6     |
| 2007-2008             | OGC Nice              | Ligue 1               | 36          | 7           | 4                     | 1                     | -          | -          | -                              | -                              | -                              | 40    | 8     |
| Sous-total            | Sous-total            | Sous-total            | 91          | 16          | 14                    | 3                     | -          | -          | -                              | -                              | -                              | 105   | 19    |
| 2008-2009             | Olympique lyonnais    | Ligue 1               | 35          | 5           | 2                     | 0                     | -          | -          | C1                             | 8                              | 0                              | 45    | 5     |
| 2009-2010             | Olympique lyonnais    | Ligue 1               | 24          | 2           | 3                     | 0                     | -          | -          | C1                             | 10                             | 0                              | 37    | 2     |
| 2010-2011             | Olympique lyonnais    | Ligue 1               | 8           | 2           | -                     | -                     | -          | -          | -                              | -                              | -                              | 8     | 2     |
| 2011-2012             | Olympique lyonnais    | Ligue 1               | 15          | 2           | 4                     | 0                     | -          | -          | C1                             | 6                              | 0                              | 25    | 2     |
| Sous-total            | Sous-total            | Sous-total            | 82          | 11          | 9                     | 0                     | -          | -          | -                              | 24                             | 0                              | 115   | 11    |
| 2012-2013             | Lazio Rome            | Serie A               | 15          | 1           | -                     | -                     | -          | -          | C3                             | 8                              | 2                              | 23    | 3     |
| 2013-2014             | Lazio Rome            | Serie A               | 15          | 1           | 2                     | 0                     | -          | -          | C3                             | 5                              | 0                              | 22    | 1     |
| 2014-2015             | Lazio Rome            | Serie A               | 2           | 1           | 1                     | 0                     | -          | -          | C3                             | -                              | -                              | 3     | 1     |
| Sous-total            | Sous-total            | Sous-total            | 32          | 3           | 3                     | 0                     | -          | -          | -                              | 13                             | 2                              | 48    | 5     |
| Total sur la carrière | Total sur la carrière | Total sur la carrière | 205         | 30          | 26                    | 3                     | -          | -          | -                              | 37                             | 2                              | 268   | 35    |

## Palmarès

### En club
- OGC Nice
  - Finaliste de la Coupe de la Ligue en 2006

- Olympique lyonnais
  - Vice-Champion de France en 2010
  - Vainqueur de la Coupe de France en 2012
  - Finaliste de la Coupe de la Ligue en 2012

### En sélection nationale
- Brésil U17
  - Vainqueur de la Coupe du monde des moins de 17 ans en 2003